# Ficedula
Ficedula és un gènere d'ocells de la família dels muscicàpids (Muscicapidae). Les diferents espècies d'aquests papamosques habiten en àrees forestals de la zona paleàrtica.

## Taxonomia
Segons la classificació del Congrés Ornitològic Internacional (versió 12.1, 2022) aquest gènere està format per 35 espècies:
- Ficedula albicilla - Papamosques de taigà.
- Ficedula albicollis – Papamosques de collar.
- Ficedula basilanica - Papamosques de Basilan.
- Ficedula bonthaina - Papamosques del Lompobattang.
- Ficedula buruensis - Papamosques de Buru.
- Ficedula crypta - Papamosques críptic.
- Ficedula disposita - Papamosques furtiu.
- Ficedula dumetoria - Papamosques pit-rogenc.
- Ficedula elisae - Papamosques dorsiverd.
- Ficedula erithacus - Papamosques dorsifumat.
- Ficedula harterti - Papamosques de Hartert.
- Ficedula henrici - Papamosques de Damar.
- Ficedula hodgsoni - Papamosques pigmeu.
- Ficedula hyperythra - Papamosques cellablanc oriental.

- Ficedula hypoleuca - Mastegatatxes.
- Ficedula luzoniensis - Papamosques de les Filipines.
- Ficedula mugimaki - Papamosques mugimaki.
- Ficedula narcissina - Papamosques narcís.
- Ficedula nigrorufa - Papamosques encaputxat.
- Ficedula owstoni - Papamosques de les Ryukyu.
- Ficedula parva – Papamosques menut.
- Ficedula platenae - Papamosques de Palawan.
- Ficedula riedeli - Papamosques de les Tanimbar.
- Ficedula ruficauda - Papamosques cua-rogenc.
- Ficedula rufigula - Papamosques gorja-roig.
- Ficedula sapphira - Papamosques safir.
- Ficedula semitorquata - Papamosques de mig collar.
- Ficedula speculigera - Papamosques de l'Atles.
- Ficedula strophiata - Papamosques de pitet roig.
- Ficedula subrubra - Papamosques del Caixmir.
- Ficedula superciliaris - Papamosques ultramarí.
- Ficedula timorensis - Papamosques de Timor.
- Ficedula tricolor - Papamosques tricolor.
- Ficedula westermanni - Papamosques garser.
- Ficedula zanthopygia - Papamosques de carpó groc.

Tanmateix, el Handook of the Birds of the World i la quarta versió de la BirdLife International Checklist of the birds of the world (desembre 2019), compten 34 espècies en el gènere Ficedula, doncs consideren que el Papamosques de l'Atles es tracta d'una sub-espècie del mastegatatxes.
En la classificació de Clements 6a edició (incloent revisions del 2009), les espècies del gènere Anthipes són incloses al gènere Ficedula.